# 中西香菜
中西 香菜（なかにし かな、1997年6月4日 - ）は、日本の元歌手、元アイドルで、ハロー!プロジェクトの女性アイドルグループ・アンジュルム（旧・スマイレージ）の元メンバー（2期）および初代サブリーダーであり、また、YouTubeグループ・カオスピピス→Youplus（ユープラス）の元メンバーである。公式ニックネームはかななん。メンバーカラーは薄ピンク。
大阪府八尾市出身。夫は弁護士の福永活也。

## 略歴
- 2011年8月14日、スマイレージの新メンバーオーディションに合格し、スマイレージのサブメンバーとなり[7][8]、中野サンプラザで開催されたハロー!プロジェクトのコンサートでお披露目された[9]。
- 2011年10月16日、シングル『タチアガール』発売記念イベント内にて、つんく♂よりスマイレージの正式メンバー昇格が発表された[10]。
- 2013年5月26日、スマイレージの2ndオリジナルアルバム『②スマイルセンセーション』発売記念イベント内にて、つんく♂より「ヤッタルチャン大作戦！」の実行隊長に任命される。これは8月までの3か月をかけて「スーパーヤッタルチャン」になって来いというプロデューサーからの試練であるが、具体的なことは未定である。なお、腹心として竹内朱莉が帯同することもあわせて発表された[11]。
- 2015年11月29日、日本武道館にて竹内朱莉と共にアンジュルムの初代サブリーダーに就任したことが発表された[12]。
- 2018年12月19日、同年11月中旬より足の痛みを訴え、医師と相談しながら経過を診てきたが回復がみられず、精密検査の結果「左アキレス腱付着部炎」で4週 - 6週の安静加療が必要との診断を受けたと発表された[13]。その後は、ライブやイベントでは一部欠席しMCのみ参加する形をとったが、2019年3月30日よりパフォーマンス復帰を果たした[14]。
- 2019年9月30日、同年12月10日の『アンジュルム ライブツアー 2019夏秋「Next Page」』最終公演をもってアンジュルムおよびハロー!プロジェクトを卒業し、芸能界を引退することを発表[15]。
- 2019年12月10日、豊洲PITで行われた卒業公演をもってアンジュルムおよびハロー!プロジェクトを卒業し、芸能界を引退[16]。
- 2020年5月5日、Instagramのアカウントを開設。
- 2020年6月29日、Twitterのアカウントを開設。
- 2020年7月10日、YouTubeチャンネルを開設。
- 2020年7月15日、オリジナルブランド「Solpenna Accessory」をスタート。
- 2021年4月3日、YouTubeグループ・カオスピピスに参加することを発表。
- 2021年11月13日、新たなガールズグループ・Youplus（ユープラス）として、初の音源集を同年12月22日にリリースすることを発表。メンバーは、中西香菜、川後陽菜、尾形春水、林田真尋の4人[17]。
- 2023年7月8日、Youplusが同年9月3日で解散することを発表[18]。
- 2025年1月15日、弁護士の福永活也と結婚することを報告[5]。同月23日、入籍[6]。

## 人物
- 実姉は元・CAMOUFLAGEの中西梨奈[19]。ほかに弟（10歳下）もおり、3人姉弟の次女である。
- ゴリラが大好きで、ゴリラのグッズを集めている。また、ゴリラのモノマネも得意[20]。
- 特技は暗記と計算で、暗算は三桁の数字を10個ぐらい足し算できる[21]。
- つんく♂より「一番の劣等生」と評されるとともに新しいスマイレージを成り立たせる「伸び代」として正式メンバーとなった[22]。
- スマイレージのオーディション参加前に芸能活動はなく、『プリーズ ミニスカ ポストウーマン!』プロモーションとしてYouTube公式スマイレージチャンネルで公開されたレッスンVで劣等生ぶりを見せるが、収録には間に合わせた[22]。『チョトマテクダサイ!』では、ダンスをわざと間違える振り付けをしている[4]。
- スマイレージのサブメンバーとしてお披露目された際、つんく♂からは「かなな」と呼ばれていたが[23][22]、本人が「かななん」と聞き違えたため[2]、公式ニックネームが「かななん」になった。
- スマイレージ時代のキャッチフレーズは、「ほっぺたぷにぷに、ほんわか浪花っ娘！ あなたのことを…癒やすで〜！」。
- スマイレージから改名したアンジュルムという新グループ名（フランス語のange〈アンジュ：天使〉とlarme〈ラルム：涙〉を合わせた造語）の命名者[24]。
- 元アンジュルムで同期の勝田里奈からは「優しくて元気がないと笑わせてくれるしお姉ちゃんのような存在です」と言われている[25]。
- ハロー!プロジェクト内で一番仲のいいメンバーとして、元Juice=Juiceおよび元カントリー・ガールズの稲場愛香を挙げている[26]。

## 作品

### 配信シングル
| 発売日         | タイトル | 備考 |
| -------------- | -------- | ---- |
| 2019年12月18日 | 天使の涙 |      |

### 映像作品
- sweet kana（2013年8月7日、アップフロントワークス） - e-Hello!（イーハロ）シリーズ（e-LineUP!期間限定販売）[27]

## 出演

### ネット
- シネドラCheck!（2016年9月7日 - 2018年2月24日、GYAO!）
- やっチャレ!（2018年3月1日 - 終了時期不明、YouTube）[28]

### Web連載
- アンジュルム 中西香菜の観なきゃ損やで!（2017年10月20日 - 終了時期不明、クランクイン!）[29]

### 舞台
- 劇団ゲキハロ第13回公演 「我らジャンヌ 〜少女聖戦歌劇〜」（2013年9月6日 - 23日、池袋サンシャイン劇場/シアターBRAVA!） - アネモネ 役（TRUTH）、ヴァイオレット 役（REVERSE）
- 演劇女子部 ミュージカル「LILIUM-リリウム 少女純潔歌劇-」（2014年6月5日 - 15日、サンシャイン劇場 / 20日・21日、森ノ宮ピロティホール） - キャメリア 役
- 演劇女子部 S/mileage's JUKEBOX MUSICAL 「SMILE FANTASY!」（2014年10月4日 - 13日、全労済ホール/スペース・ゼロ） - 中西香菜 役
- 演劇女子部「MODE」（2016年10月1日 - 10日、全労済ホール/スペース・ゼロ） - 山口桜 役
- 演劇女子部「夢見るテレビジョン」（2017年10月5日 - 15日、全労済ホール/スペース・ゼロ） - 青梅尚史 役
- 演劇女子部 全労済ホール/スペース・ゼロ提携公演「アタックNo.1」（2018年11月29日 - 12月9日、全労済ホール/スペース・ゼロ） - 大沼みゆき 役

## 書籍

### ビジュアルフォトブック
- 香菜（2019年11月29日、オデッセー出版、撮影：幸田昌之）ISBN 978-4-908643-43-9[30]

## 参加グループ
- スマイレージ → アンジュルム（2011年 - 2019年）
- シャッフルユニット
  - ハロー!プロジェクト モベキマス（2011年）
  - ハロプロ・オールスターズ（2018年 - 2019年）
- カオスピピス（2021年）
- Youplus（2021年 - 2023年）